# Clemens von Klinckowstroem

Clemens von Klinckowstroem

Clemens Carl Ludwig Friedrich Graf von Klinckowstroem (* 11. Juni 1846 in Korklack, Ostpreußen; † 26. Januar 1902 in Berlin) war ein deutscher Rittergutsbesitzer, Landrat, Mitglied des Preußischen Herrenhauses und Mitglied des Reichstages.

## Leben
Clemens Graf von Klinckowstroem wurde als Sohn von Leonhard Karl Ludwig Felix Graf von Klinckowstroem und Maria, geb. Gräfin von Pückler geboren. Er trat im Jahre 1863 beim Ostpreußischen Kürassier-Regiment Nummer 3 Graf Wrangel ein und stand 1863 in Soldau, 1864 in Johannisburg in Garnison. Im Jahre 1864 wurde er zum Seconde-Lieutenant in dem Regiment befördert, mit welchem er im Jahre 1866 die Schlacht bei Trautenau und die Schlacht von Königgrätz mitmachte. Nach dem Feldzug wurde er in das Erste Hannoversche Ulanen-Regiment Nr. 13 nach Hannover versetzt und 1869 wieder in das Ostpreußische Kürassier-Regiment Nr. 3, in welchem er an dem Feldzug 1870/71 teilnahm und bei Metz, Gravelotte, Vendôme, Montoire und Tours kämpfte.
Nach dem Friedensschluss trat er zur Reserve des Ostpreußischen Kürassier-Regiments über, um den väterlichen Besitz Korklack zu übernehmen. Im Jahre 1876 zur Landwehr versetzt, wurde er im Jahre 1879 zum Rittmeister der Landwehr befördert. Von 1887 bis 1901 war er Landrat des Kreises Gerdauen. Ab 1889 war er Mitglied des Preußischen Herrenhauses. 1898 wurde er als Abgeordneter des Reichstagswahlkreises Regierungsbezirk Königsberg 10 in den Reichstag gewählt, dem er bis zu seinem Tode angehörte.
Dekoriert wurde er mit dem Eisernen Kreuz II. Klasse. Auch war er Rechtsritter des Johanniterordens und Ehrenbürger der Stadt Gerdauen. Klinckowstroem vermählte sich am 6. November 1872 auf Gallingen mit Martha Gräfin Eulenburg, geboren daselbst am 22. April 1855. Dieser Ehe entsprossen zwei Söhne sowie die beiden Töchter. Er war in zweiter Ehe verheiratet mit Hertha von Kobylinski (geboren 24. Juni 1872). Die Ehe währte nur wenige Jahre und blieb kinderlos.

## Werke
- Dr. Buchenbergers Agrar-Politik und die Forderungen der Landwirtschaft unter besond. Berücks. d. östl. Landesteile Preussens . P. Parey, Berlin 1898